# Kathedrale von Lodève

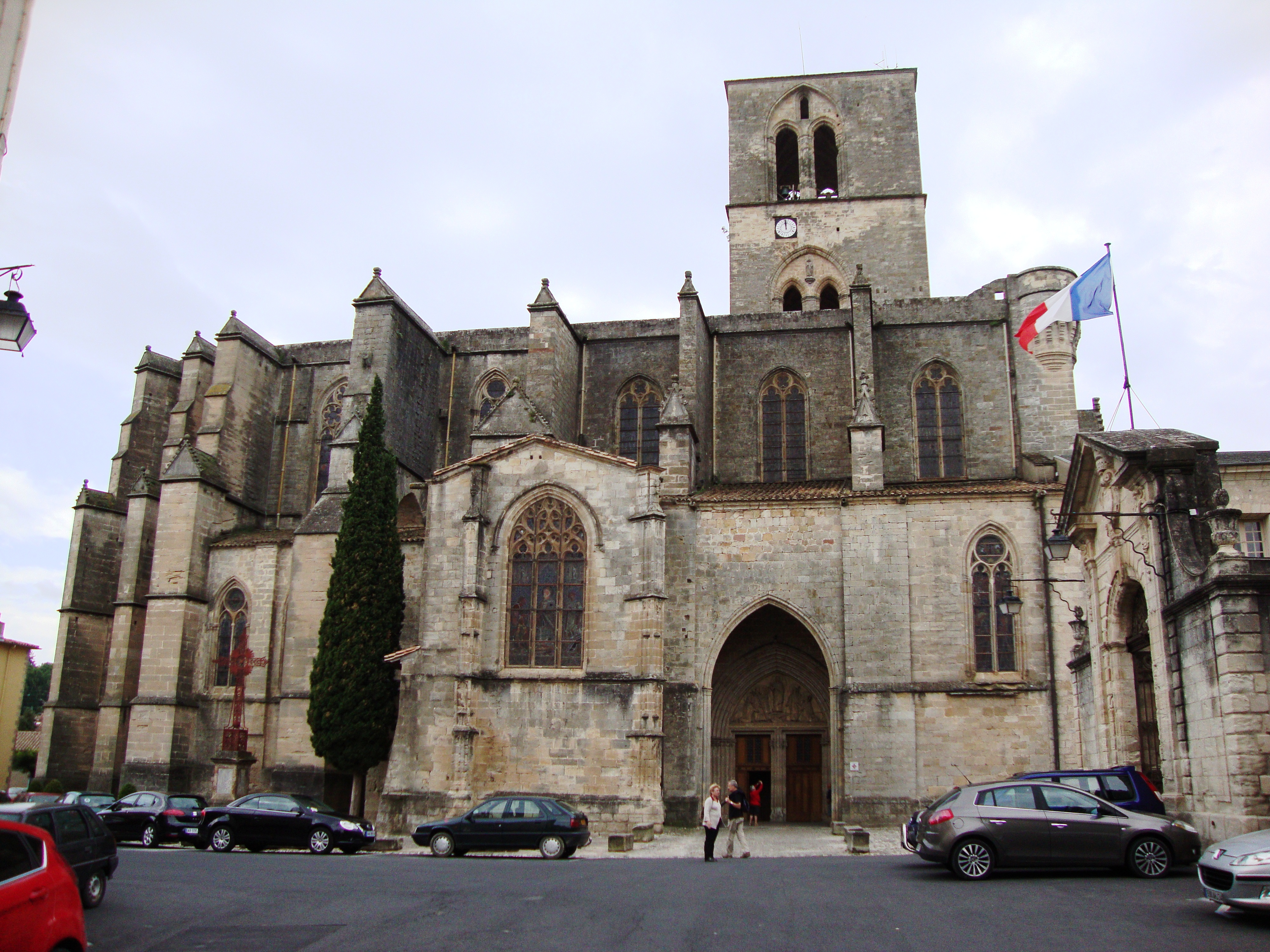
Kathedrale von Lodève

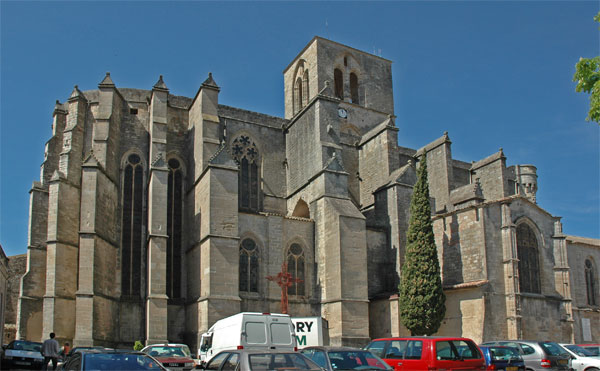
Kathedrale von Lodève

Die Kathedrale von Lodève ist eine ehemalige Kathedrale in der bereits in der Antike gegründeten Ortschaft Lodève im Département Hérault in der Region Okzitanien, die etwas abseits von der Küstenebene in den Bergen südlich der Causses liegt. Das Bistum Lodève, in der Spätantike gegründet, wurde in der Zeit der Französischen Revolution aufgehoben und ging, gemeinsam mit einigen benachbarten Bistümern, im heutigen Bistum Montpellier auf (siehe Liste der ehemaligen katholischen Diözesen). Die ehemalige Kathedrale ist ein typisches gotisches Bauwerk der regionalen, südfranzösischen Hochgotik. Sie ist bereits seit dem Jahr 1840 als Monument historique anerkannt.

## Patrozinium
Ursprünglich war der Bau dem hl. Genesius (Saint-Geniez) geweiht, einem Stadtschreiber von Arles und Märtyrer unter Diokletian; seit dem Spätmittelalter trägt sie auch das Patrozinium des hl. Fulcran (ca. 926–1006), dem als heilig verehrten Bischof von Lodève und Erneuerer von Bistum und Kathedrale.

## Vorgängerbauten
Von den mehreren, aufeinander folgenden Vorgängerbauten sind Reste in der heutigen Krypta erhalten. Wie die erste Kirche in der Zeit der Bistumsgründung, wohl Ende des 4. Jahrhunderts n. Chr., aussah, ist unbekannt. Kapitelle aus dem 6. bis 7. Jahrhundert (im Musée Fleury) lassen auf Bautätigkeit in der Westgotenzeit schließen. Die Außenwände der Krypta dürften noch dieser Zeit angehören. Im 10. Jahrhundert ließ Bischof Fulcran im Zusammenhang mit der Reorganisation des Bistums einen Neubau oder Umbau vornehmen und weihte ihn im Jahre 975 feierlich ein. Die Verstärkung der Kryptawände und deren Einwölbung gehört zu diesem Bau.

## Baugeschichte und Architektur der gotischen Kathedrale

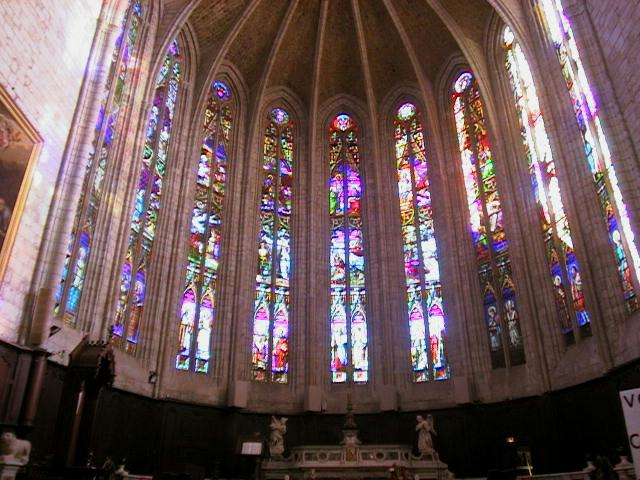
Kathedralchor

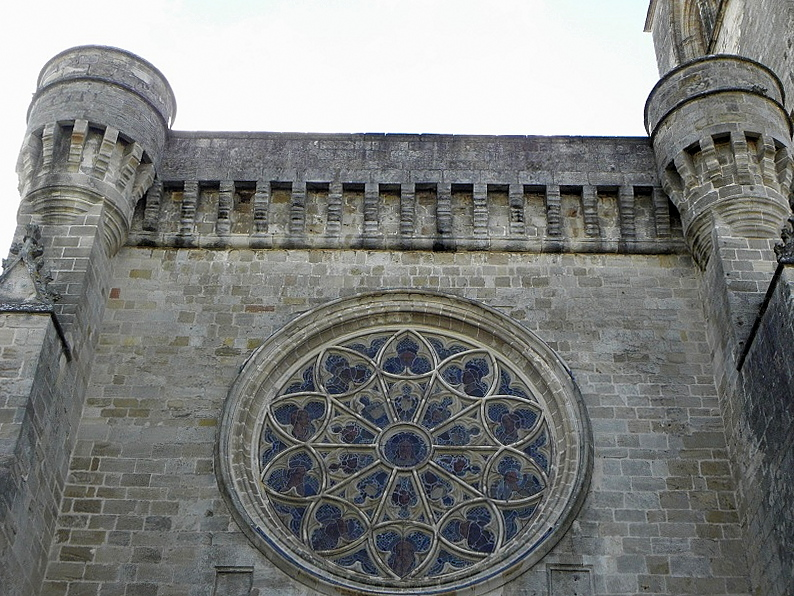
Westrose und Wehrgang

Die wenigen Quellen zum gotischen Bau, die von den Bischöfen Bernard Gui (amt. 1324–1331) und Guillaume Briçonnet (1489–1519, auch Bischof von Meaux und Beichtvater der Margarete von Navarra), überliefert wurden, bieten nur indirekte Hinweise auf die Baugeschichte, so dass man in der Hauptsache auf stilkritische Datierungen angewiesen ist.
Um 1265/70 wurde mit dem gotischen Neubau im Osten begonnen. Zu dieser ersten Bauphase gehört die breite, polygonale Apsis ohne Umgang, die von neun schlanken gotischen Maßwerkfenstern erhellt wird. Die zweite Bauphase in den 1270er Jahren umfasst den einschiffigen Langchor und die an dessen Nordwand angelehnte, vierjochige Andreas- oder Herz-Jesu-Kapelle. In der dritten Bauphase (um 1280) errichtete man die beiden östlichen Joche des nördlichen Seitenschiffs mit der anliegenden Kapelle und der Portalvorhalle. Der Chor wurde gewölbt und wohl provisorisch geschlossen, so dass er benutzbar war. In einer vierten Phase gegen 1295/1300 vollendete man das nördliche Seitenschiff mit dem dritten Joch und der angrenzenden Martins- und Rochuskapelle und begann das gegenüberliegende südliche Seitenschiff mit den anliegenden Kapellen Notre-Dame und Saint-Michel. Über letzterer wurde ein 57 m hoher, mächtiger Glockenturm (clocher) emporgeführt, der wohl bis etwa 1320 vollendet war. Er diente zugleich als Wachturm.
In der Zeit des Bischofs Bernard Gui, des berühmten vormaligen Großinquisitors, war der Bau wegen Schwierigkeiten bei der Finanzierung zum Erliegen gekommen. Die ursprünglich vielleicht vorgesehene Verlängerung nach Westen, über die angrenzende Stadtmauer hinaus musste auch aus Sicherheitsgründen aufgegeben werden. Erst gegen 1345 wurden immerhin die Seitenschiffe gewölbt und die untere Hälfte der Westfassade errichtet. Pestepidemien und der Hundertjährige Krieg (1337–1453) führten zu einer zweiten, langen Unterbrechung der Bauarbeiten. Zwischen 1413 und 1430 wurde schließlich die Westfassade vollendet, mit einem Wehrgang befestigt, und das Langhaus gewölbt. Im 15. Jahrhundert wurde die Fulcranuskapelle auf der Nordseite um ein zweites Joch erweitert und in der Südwestecke eine Taufkapelle angefügt.
An den breiten, einschiffigen Chor mit polygonaler Apsis (7/14-Schluss) schließt sich nach Westen ein kurzes, dreischiffiges Langhaus an. Das reich abgestufte Hauptportal liegt unter einer Vorhalle in der Mitte des nördlichen Seitenschiffs. Gegenüber erhebt sich ein hoher Turm. Das Langhaus ist von Kapellen umgeben. Die turmlose Westfassade ist mit einem schönen Rosenfenster und einem Wehrgang versehen. Im Süden schließt sich ein mehrfach umgebauter Kreuzgang an. Der Bau wirkt wehrhaft und nüchtern, ein typisches Merkmal der unter dem Einfluss der Bettelorden stehenden südfranzösischen Gotik.

## Zerstörungen und Restaurierungen
In den Hugenottenkriegen (1562–1598) wurde die Kathedrale geplündert und schwer beschädigt. Die vier kräftigen runden Langhauspfeiler wurden gesprengt, so dass die Hochschiffwände und alle Langhausgewölbe (außer in den Kapellen) einstürzten. Unter Bischof Jean Plantavit de La Pause (amt. 1625–1648) wurden die eingestürzten Arkaden, Wandteile und Gewölbe der Kathedrale originalgetreu wiederhergestellt. Während der Französischen Revolution wurde der Bau profaniert und diente als Lagerraum. Im 19. und 20. Jahrhundert wurden etliche mehr oder weniger glückliche Restaurierungen durchgeführt (z. B. Verstärkung der Strebepfeiler, Entfernung des alten Putzes). Zuletzt erhielt der Turm ein neues Steindach.

## Bauskulptur
Am Turm befinden sich vier große Figuren, die im Bistum verehrte Heilige darstellen: Erzengel Michael, Genesius von Arles, Florus von Lodève, Amantius von Rodez und Fulcran von Lodève. Der Apsisschlussstein zeigt das Martyrium des Genesius, des ersten Patrons der Kathedrale. Weiterhin gibt es eine Zahl von figürlichen Konsolen, Wasserspeiern und Blattkapitellen. Das Tympanon über dem Portal ist neogotisch. 

## Ausstattung
Durch die Wirren der Zeiten ist kaum originale Ausstattung erhalten. In der Michaelskapelle steht das barocke Marmorgrabmal des Bischofs Plantavit de la Pause, das um 1650 entstand. Der Binnenchor ist von marmornen, von Löwen bekrönten Balustraden gesäumt. An den Chorwänden hängen acht monumentale barocke Ölgemälde (17. und 18. Jh.) von Sébastien Bourdon, J. Coustou und Étienne Loys. Die Glasfenster der Apsis stammen von Mauvernay (1854). Die hölzerne Kanzel mit vier Atlantenfiguren (Kain, Holofernes, Herodes, Judas) wurde auf der Weltausstellung von 1867 gezeigt.

## Orgel

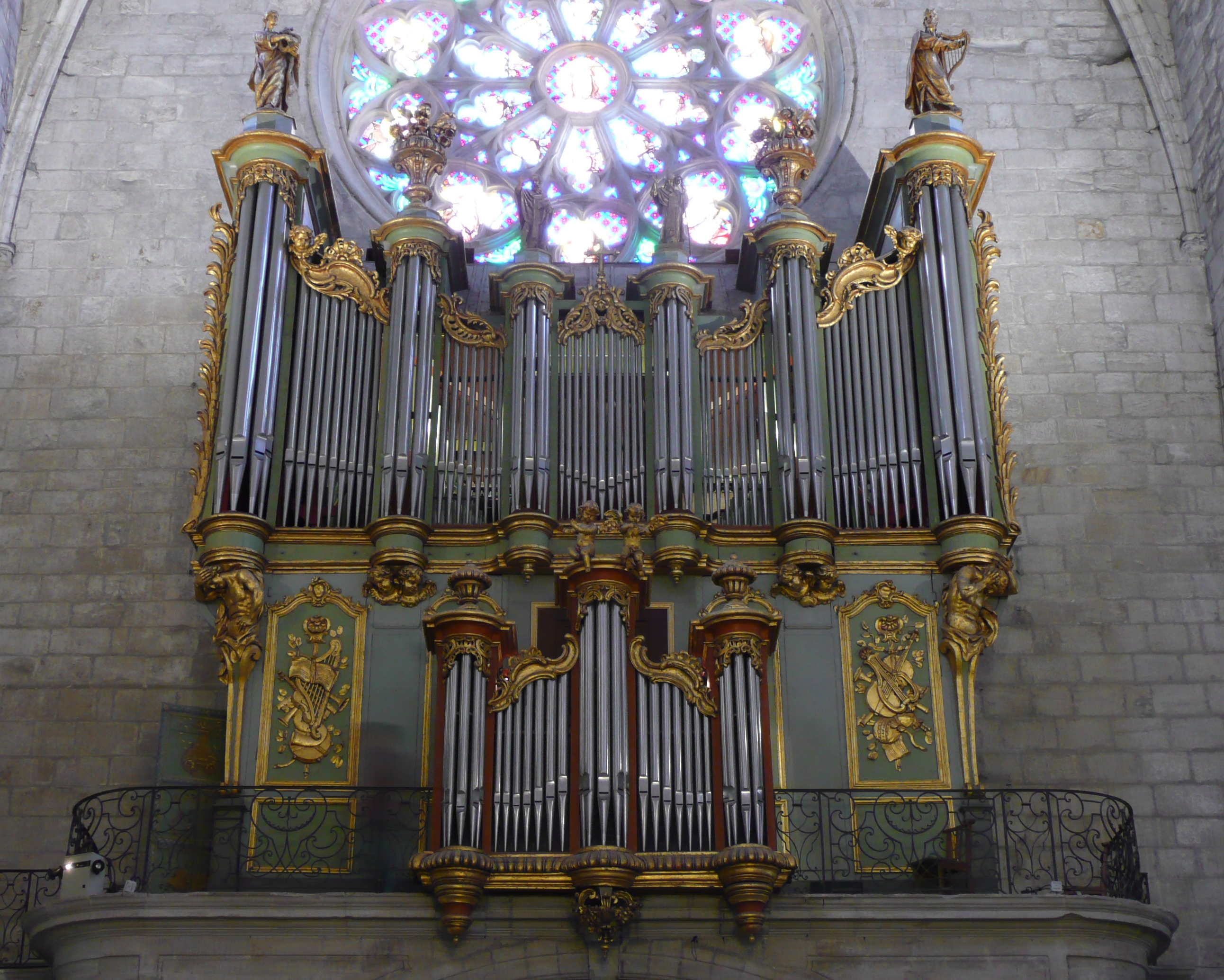
Blick auf die Orgel

Die Orgel geht zurück auf ein Instrument, das 1752–1753 durch den Orgelbauer Jean-François L’Épine erbaut worden war. Die Orgel wurde im Laufe der Zeit mehrfach modifiziert. Das Instrument hat heute 35 Register auf drei Manualen und Pedal.
| I Positiv C–g3   |    |
| Principal        | 8′ |
| Flûte à cheminée | 8′ |
| Gambe            | 8′ |
| Unda Maris       | 8′ |
| Dulciane         | 4′ |
| Doublette        | 2′ |
| Trompette        | 8′ |
| Clarinette       | 8′ |
| Clairon          | 4′ |

| II Hauptwerk C–g3        |     |
| Montre                   | 16′ |
| Bourdon                  | 16′ |
| Montre                   | 8′  |
| Bourdon                  | 8′  |
| Flûte harmonique         | 8′  |
| Salicional               | 8′  |
| Prestant                 | 4′  |
| Doublette                | 2′  |
| Fourniture progr. III-IV |     |
| Grand Cornet V           |     |
| Bombarde                 | 16′ |
| Trompette harm.          | 8′  |
| Clairon                  | 4′  |

| III Schwellwerk C–g3 |    |
| Flûte harmonique     | 8′ |
| Viole de gambe       | 8′ |
| Voix céleste         | 8′ |
| Flûte octaviante     | 4′ |
| Octavin              | 2′ |
| Basson-Hautbois      | 8′ |
| Voix humaine         | 8′ |
| Clairon              | 4′ |

| Pedalwerk C–c1 |     |
| Contrebasse    | 16′ |
| Flûte basse    | 8′  |
| Violoncelle    | 8′  |
| Bombarde       | 16′ |
| Trompette      | 8′  |